# El Bosque (Cadis)
El Bosque és una localitat de la província de Cadis, Andalusia, Espanya. Se situa a la ribera del riu Majaceite, als contraforts de la Sierra de Albarracín. Forma part de la ruta dels pobles blancs i del Parc Natural de la Sierra de Grazalema. Avui dia viu del turisme, de l'elaboració d'embotits i formatges i d'indústries de gran tradició com la marroquineria i la fabricació de mobles artesans.